# St.-Johannis-Schule
Die St.-Johannis-Schule ist eine katholische Privatschule in Bremen. Ihre Gründung erfolgte 1819 als katholische Volksschule. Die Schule besitzt eine alte gymnasiale Abteilung, die seit 2006 auch zum Abitur führt. Durch die Umstrukturierung der Haupt- und Realschule zur leistungsdifferenzierten Integrierten Haupt- und Realschule wurde dieser Bereich 1969 zur ersten Gesamtschule in Bremen. Die heute genutzten Schulgebäude liegen im Schnoorviertel im Zentrum der Stadt Bremen, rund um die Kirche St. Johann.

## Geschichte
Die St.-Johannis-Schule nahm am 2. November 1819 als eine der ersten katholischen Einrichtungen seit der Reformation ihren Betrieb auf. Vier Jahre später wurde die nahe gelegene Kirche St. Johann eingeweiht.
Zwischen 1938 und 1950 war die Schule geschlossen.
Die Sekundarstufe wurde 1969 ausgegliedert und führt seitdem wie eine Gesamtschule zu unterschiedlichen Schulabschlüssen nach der neunten/zehnten Klasse. 1971 wurde die Grundschule um eine Außenstelle in Huchting (St. Pius), 1986 um eine Außenstelle in Osterholz (St. Antonius) erweitert. Im Februar 2006 wurde die Sekundarstufe II eröffnet, die sich in einem anderen Gebäude befindet, dem alten Postgebäude, das renoviert und modern eingerichtet wurde. Hier befinden sich auch die neuen Musik- und naturwissenschaftlichen Räume.

## Die Schule
Die Grundschule und der Sekundarbereich sind selbstständige Schulen. Träger der Schulen ist der Katholische Gemeindeverband in Bremen. Die Schulen sind staatlich anerkannt; ihre Abschlüsse entsprechen denen staatlicher Schulen.
Als katholische Schule veranstaltet die St.-Johannis-Schule Klassen- und Schulgottesdienste. Gebet und Meditation haben ihren festen Platz im Schulalltag. Die zehnten Klassen der Schule nehmen an „Besinnungstagen“ im Benediktinerkloster Nütschau teil. Der Religionsunterricht ist, anders als an anderen Schulen im Land Bremen (siehe Bremer Klausel), ordentliches Lehrfach. Die Schule bezeichnet den Religionsunterricht als „offen und tolerant gegenüber Andersdenkenden“.
Die Schule organisiert jährlich eine Burkina-Faso-Woche. Die dabei erzielten Einnahmen sollen Menschen in Afrika Hilfe zur Selbsthilfe ermöglichen. Laufend leitet eine Lehrerin die Arbeitsgemeinschaft Eine Welt, die unter anderem Waren aus fairem Handel in einem extra dafür eingerichteten Raum in der Schule verkauft. Die Arbeitsgemeinschaft ist einer von insgesamt drei sogenannten Eine-Welt-Läden in Bremen.
Schulpartnerschaften bestehen zu einer Schule in Périgueux (Frankreich) und zur Dallastown Area Highschool in York (Pennsylvania).

Sie ist Partnerschule von Werder Bremen.

### Grundschule
Die Grundschule ist in einem ehemaligen Reedereigebäude an der Straße Tiefer nahe dem Ufer der Weser untergebracht. Die Schule ist am Hauptstandort zweizügig, hinzu kommen die beiden einzügigen Außenstellen. Die insgesamt 16 Klassen haben im Durchschnitt eine Frequenz von 26,4 Schülern. An der Schule sind 20 Lehrkräfte beschäftigt, darunter 18 Frauen, ein Konrektor und ein Rektor.

Seit dem Schuljahr 2000/2001 ist an der Grundschule die Verlässliche Grundschule eingerichtet worden.

### Sekundarstufe I
Die Sekundarstufe I der St.-Johannis-Schule umfasst die Klassen 5 bis 10. Sie ist sechszügig; davon entfallen seit 2007 vier Klassenzüge auf die Integrierte Haupt- und Realschule, zwei Klassenzüge auf die gymnasiale Abteilung.

Die Sekundarstufe I ist in dem Gebäude des ehemaligen Landherrnamtes an der  Dechanatstraße untergebracht. Das Gebäude wurde bis 1857 nach Plänen des Architekten Alexander Schröder im Stil der Romantik erbaut und es steht unter Bremer Denkmalschutz.

### Sekundarstufe II
Seit dem Schuljahr 2006/2007 gibt es eine gymnasiale Oberstufe. Den Schülern des Gymnasiums wird eine zweijährige Vorbereitung auf das Zentralabitur angeboten, bei welcher für Schüler der integrierten Haupt- und Realschule ein einjähriges Aufbaujahr nach der zehnten Klasse Pflicht ist. Diese Maßnahme ist deshalb nötig, um die angeforderten Stundenzahlen, welche in den gymnasialen Klassen 5–10 über die Jahre verteilt wird, zu erreichen. Der erste Jahrgang hat im Frühling 2008 die Abiturprüfungen absolviert und das Abitur in der Mitte 2008 erhalten.
Da die Schülerzahl gering ist, gibt es lediglich drei Profile, bei welcher die Wahlmöglichkeiten kleiner ausfallen als an anderen Sekundarstufen II. Religion ist als Pflichtfach zu den anderen abiturrelevanten Fächern festgeschrieben. In jedem Profil ist ein Leistungskurs festgesetzt (Biologie, Mathematik oder Deutsch), der zusätzliche Leistungskurs (Geographie, Physik, Geschichte oder Englisch) ist profilübergreifend wählbar.